# Francine Prose
Francine Prose (n. 1 aprilie 1947, New York City, New York, SUA) este o romancieră, nuvelistă și eseistă americană. Ea este profesor invitat de literatură la Bard College și a fost anterior președinte al PEN American Center.

## Viața și cariera
S-a născut în Brooklyn și a absolvit cursurile Radcliffe College în 1968. Ea a primit Premiul pentru traducere al PEN American Center în 1988 și a obținut o bursă Guggenheim în 1991. Romanul The Glorious Ones a fost adaptat într-un muzical cu același titlu de către Lynn Ahrens și Stephen Flaherty. El a fost reprezentat pe scena Teatrului Mitzi E. Newhouse de la Lincoln Center din New York, în toamna anului 2007.
În martie 2007, Prose a fost aleasă pentru a-i succeda scriitorului american Ron Chernow începând din luna aprilie pentru un mandat de un an ca președinte al PEN American Center, o societate literară de scriitori, editori și traducători din New York care lucrează pentru promovarea literaturii, pentru apărarea libertății de exprimare și pentru susținerea cooperării literare internaționale. În martie 2008 Prose a candidat singură pentru un al doilea mandat de un an ca președinte al PEN American Center. În aceeași lună, artistului londonez Sebastian Horsley i s-a refuzat intrarea în Statele Unite și președintele PEN Francine Prose l-a invitat ulterior pe Horsley pentru a vorbi la Festivalul anual de literatură internațională de la New York, la sfârșitul lunii aprilie 2008. I-a succedat filosoful și romancierul Kwame Anthony Appiah în calitate de președinte al PEN în aprilie 2009.
Prose a făcut parte din juriul pentru acordarea premiului PEN/Newman's Own First Amendment. Romanul ei, Blue Angel, o satiră despre hărțuirea sexuală în campusurile universitare, a fost finalist al National Book Award. Unul dintre romanele ei, Household Saints, a fost adaptat pentru film de Nancy Savoca.
Prose a obținut Premiul Academiei Americane din Roma în 2006.
În 2010 Francine Prose a primit Medalia internațională pentru umanism a Universității Washington. Medalia, acordat bianual și însoțită de un premiu de 25.000 de dolari, este conferită pentru a onora o persoană ale cărei eforturi umaniste în jurnalism, literatură sau arte au influențat lumea. Printre alți câștigători se numără romancierul turc Orhan Pamuk în 2006, jurnalistul Michael Pollan în 2008 și realizatorul de filme documentare Ken Burns în 2012.

### Criticarea PEN American Center
În timpul controversei din 2015 privind decizia PEN American Center de a onora revista Charlie Hebdo cu premiul său anual pentru curajul apărării libertății de exprimare, ea, alături de Michael Ondaatje, Teju Cole, Peter Carey, Rachel Kushner și Taiye Selasi, s-au retras de la gala premiilor anuale ale organizației și au semnat o scrisoare prin care au criticat acordarea acestui premiu, afirmând că, deși crimele au fost „grețoase și tragice”, ei nu credeau că activitatea Charlie Hebdo's meritat un premiu. Scrisoarea a fost în curând semnată de mai mult de 140 de membri ai PEN American Center. Francine Prose a publicat un articol în The Guardian în care și-a justificat poziția, afirmând că: „povestea crimelor de la Charlie Hebdo — europeni albi uciși în birourile lor de către extremiști musulmani — este una care se hrănește perfect din prejudecățile culturale care au permis guvernului nostru să facă atât de multe greșeli dezastruoase în Orientul Mijlociu”. Prose a fost criticată din cauza opiniilor sale de către Katha Pollitt, Alex Massie, Michael C. Moynihan, Nick Cohen și alții, mai ales de Salman Rushdie, care într-o scrisoare către PEN i-a descris pe Prose și pe ceilalți cinci autori care s-au retras de la gala premiilor anuale, ca fiind călători de drum ai „Islamului fanatic, care este extrem de bine organizat, bine finanțat, și care încearcă să ne sperie pe toți, musulmani și non-musulmani, într-o tăcere lașă”.

## Opera literară

### Romane
- 1973: Judah the Pious, Atheneum (Macmillan reissue 1986 ISBN: 0-8398-2913-2)
- 1974: The Glorious Ones, Atheneum (Harper Perennial reissue 2007 ISBN: 0-06-149384-8)
- 1977: Marie Laveau, Berkley Publishing Corp. (ISBN: 0-399-11873-X)
- 1978: Animal Magnetism, G.P. Putnam's Sons. (ISBN: 0-399-12160-9)
- 1981: Household Saints, St. Martin's Press (ISBN: 0-312-39341-5)
- 1983: Hungry Hearts, Pantheon (ISBN: 0-394-52767-4)
- 1986: Bigfoot Dreams, Pantheon (ISBN: 0-8050-4860-X)
- 1992: Primitive People, Farrar, Straus & Giroux (ISBN: 0-374-23722-0)
- 1995: Hunters and Gatherers, Farrar, Straus & Giroux (ISBN: 978-0-374-17371-5)
- 2000: Blue Angel, Harper Perennial (ISBN: 978-0-06-095371-3)
- 2003: After, HarperCollins (ISBN: 0-06-008082-5)
- 2005: A Changed Man, HarperCollins (ISBN: 0-06-019674-2) – câștigător al Premiului Literar pentru Pace Dayton 2006
- 2007: Bullyville, HarperTeen (ISBN: 978-0-06-057497-0)
- 2008: Goldengrove, HarperCollins (ISBN: 0-06-621411-4)
- 2009: Touch, HarperTeen (ISBN: 978-0-06-137517-0)
- 2011: My New American Life, Harper (ISBN: 978-0-06-171376-7)
- 2012: The Turning, HarperTeen (ISBN: 978-0-06-199966-6)
- 2014: Lovers at the Chameleon Club, Paris 1932, Harper (ISBN: 978-0-06-171378-1)
- 2016: Mister Monkey, Harper (ISBN: 978-0-06-239783-6)

### Colecții de povestiri
- 1988: Women and Children First, Pantheon (ISBN: 0-394-56573-8)
- 1997: Guided Tours of Hell, Metropolitan (ISBN: 0-8050-4861-8)
- 1998: The Peaceable Kingdom, Farrar Straus & Giroux (ISBN: 0-06-075404-4)

### Cărți cu poze pentru copii
- 2005: Leopold, the Liar of Leipzig, ilustrată de Einav Aviram, HarperCollins (ISBN: 0-06-008075-2), OCLC 52821480

### Non-ficțiune
- 2002: The Lives of the Muses: Nine Women & the Artists They Inspired, HarperCollins (ISBN: 0-06-019672-6)
- 2003: Gluttony, Oxford University Press (ISBN: 0-19-515699-4) – a doua din seria despre cele șapte păcate capitale
- 2003: Sicilian Odyssey, National Geographic (ISBN: 0-7922-6535-1)
- 2005: Caravaggio: Painter of Miracles, Eminent Lives (ISBN: 0-06-057560-3)
- 2006: Reading Like a Writer, HarperCollins (ISBN: 0-06-077704-4)
- 2008: The Photographs of Marion Post Wolcott. Washington, DC: Library of Congress (ISBN: 978-1-904832-41-6)
- 2009: Anne Frank: The Book, the Life, the Afterlife, HarperCollins (ISBN: 0-06-143079-X)
- 2015: Peggy Guggenheim – The Shock of the Modern, Yale University Press (ISBN: 978-0-300-20348-6)[25]

### Recenzii de cărți
- 17 aprilie 2005: "'The Peabody Sisters': Reflected Glory": The Peabody Sisters: Three Women Who Ignited American Romanticism, de Megan Marshall, Houghton Mifflin (ISBN: 0-395-38992-5)
- 22 mai 2005: "'Oh the Glory of It All': Poor Little Rich Boy": Oh the Glory of It All, de Sean Wilsey, Penguin (ISBN: 1-59420-051-3)
- 12 iunie 2005: "'Marriage, a History': Lithuanians and Letts Do It", Marriage, a History: From Obedience to Intimacy, Or How Love Conquered Marriage, de Stephanie Coontz, Viking (ISBN: 0-670-03407-X)
- 14 august 2005: "'Eudora Welty': Not Just at the P.O.", The New York Times: Eudora Welty: A Biography, de Suzanne Marrs, Harcourt Trade (ISBN: 0-15-100914-7)
- 4 decembrie 2005: "Slayer of Taboos", The New York Times: D. H. Lawrence: The Life of an Outsider, de John Worthen, Basic Books (ISBN: 1-58243-341-0)
- 2 aprilie 2006: "Science Fiction", The New York Times: The Book About Blanche and Marie, de Per Olov Enquist, Translated by Tiina Nunnally, Overlook (ISBN: 1-58567-668-3)
- 9 iulie 2006: "The Folklore of Exile", The New York Times: Last Evenings on Earth, de Roberto Bolaño, Translated by Chris Andrews, New Directions (ISBN: 0-8112-1634-9)
- decembrie 2008: "More is More: Roberto Bolaño's Magnum Opus", Harper's Magazine: 2666, de Roberto Bolaño, translated by Natasha Wimmer, Farrar, Straus and Giroux (ISBN: 0-374-10014-4)
- decembrie/ianuarie 2010: "Altar Ego", Bookforum: Ayn Rand and the World She Made, de Anne C. Heller, Nan A. Talese (ISBN: 978-0-385-51399-9)